# Cicero (cognomen)
Cicero was een cognomen dat door twee familiae in Rome werd gebruikt: de Claudii Cicerones en de Tullii Cicerones.

## Claudii Cicerones
De Claudii Cicerones, die behoorde tot de plebejische tak van de gens Claudia wisten zich niet echt te onderscheiden in de geschiedenis van Rome. De enige Claudius Cicero die zich wist te onderscheiden, was Gaius Claudius Cicero, die volkstribuun was in 454 v.Chr. (Liv., III 31.). Zijn cognomen lijkt verwant te zijn met cicer (kikkererwt), wat mogelijk kan wijzen op een voorvader die deze soort peulvruchten kweekte of een erwtvormige wrat op het gezicht had.

## Tullii Cicerones
De Tullii Cicerones, die tot de gens Tullia behoorden, waren sinds mensenheugenis gevestigd in Arpinum dat in 188 v.Chr. eindelijk volledige Romeinse burgerrechten wist te verwerven. De meeste leden van de Tullii Cicerones schijnen geen politieke carrière te hebben geambieerd. Het is pas met haar beroemdste lid, de grote redenaar Marcus Tullius Cicero dat de familie zich wist te onderscheiden in de politiek, maar met zijn dood zou de familie weer verdwijnen in de obscuriteit.
Andere bekende leden van de Tullii Cicerones zijn onder andere Quintus Tullius Cicero (Marcus' jongere broer), Lucius Tullius Cicero (naam van Marcus' oom en neef).